# Kurahara Shinjirō
Kurahara Shinjirō (japanisch 蔵原 伸二郎, eigentlich Kurahara Korekata; geboren 4. September 1899 in Kurokawa, Landkreis Aso (Präfektur Kumamoto); gestorben 16. März 1965 in Tokio) war ein japanischer Dichter und Literaturkritiker.

## Leben und Wirken
Kurahara Shinjirō stammte aus einer Priesterfamilie des Aso-Schreins. Er machte seinen Studienabschluss in Französisch an der Keiō-Universität und begann unter dem Einfluss von Hagiwara Sakutarō Gedichte zu schreiben. 1939 veröffentlichte Kurahara seine erste Gedichtsammlung unter dem Titel „Tōyō no mangetsu“ (東洋の満月), etwa „Vollmond in Ostasien“. Dabei kam es ihm darauf an, das Urbewusstsein und die visionäre Natur des Ostens darzustellen. 1940 erschien die Essay-Sammlung „Fūbutsuki“ (風物記), etwa „Land und Leute“. Während des Zweiten Weltkriegs publizierte Kurahara Kriegsgedichte, wie z. B. 1943 „Sentōki“ (戦闘機), „Kampfflugzeuge“.  
Nach dem Krieg zeigten seine Werke Spuren der Trostlosigkeit, Leere und spiritueller Sehnsucht. Zu seinen Nachkriegswerken gehören „Rekijitsu no oni“ (暦日のも鬼) „Dämonen der Kalendertage“ aus dem Jahr 1946, ein Werk, das den Japan Poetry Preis gewann, und „Iwana“ (岩魚), „Saibling“, das 1964 mit dem Yomiuri-Literaturpreis ausgezeichnet wurde.
Bestattet ist Kurahara auf dem Friedhof Tama (Präfektur Tokio).